# Korozja zmęczeniowa
Korozja zmęczeniowa jest wynikiem współdziałania korozji elektrochemicznej oraz zmiennych naprężeń spowodowanych powstaniem ostrych wżerów przechodzących w pęknięcia wypełnione produktami korozji. Uszkodzenia spowodowane korozją zmęczeniową są znacznie większe niż suma uszkodzeń wynikających z samego naprężenia zmiennego i korozji elektrochemicznej.